# Jorge Forbes
Jorge Forbes (Santos, 13 de junho de 1951), é um médico psiquiatra e psicanalista brasileiro, especialista em Jacques Lacan, foi um dos introdutores do ensino dele no país. Frequentou seus seminários em Paris, de 1976 a 1981. Um dos criadores da Escola Brasileira de Psicanálise, da qual foi primeiro diretor-geral e presidente do Instituto da Psicanálise Lacaniana. É mestre em Psicanálise pela Universidade Paris VIII, doutor em Teoria Psicanalítica pela Universidade Federal do Rio de Janeiro e também doutor em Ciências pela Universidade de São Paulo.
Desenvolveu o projeto do programa TerraDois na TV Cultura e preside a Clínica de Psicanálise do Centro do Genoma Humano da USP desde 2006.

## TerraDois
TerraDois estreou na Tv Cultura no dia 21 de março de 2017, com apresentação de Jorge Forbes e da atriz Maria Fernanda Cândido. Dividido em três partes, o programa discute temas da pós-modernidade. Na primeira parte, atores apresentam o tema em forma encenada, num segundo momento esses atores conversam sobre o processo de criação das cenas e, por fim, os apresentadores comentam o episódio. Os episódios são inspirados em textos do próprio Jorge Forbes, o qual desenvolveu o projeto por acreditar que existe um despreparo em lidar com os temas da pós-modernidade, que ele chama de TerraDois, nome dado ao programa. A segunda temporada é apresentada por Forbes e pela atriz Bete Coelho, e estreou em outubro de 2017.
TerraDois baseia-se numa concepção psicanalítica, criada por Jorge Forbes, que separa nossa maneira de estar no mundo em duas categorias distintas, TerraUm e TerraDois. Essa nova nomenclatura reflete sua visão de uma mudança significativa e incentiva a busca por soluções mais adequadas para os desafios contemporâneos. Ao formalizar esse conceito, Jorge Forbes enfatiza a importância de entender a mudança fundamental que nos levou de TerraUm para TerraDois, que ele identifica como a transição de uma sociedade verticalmente orientada para uma sociedade de relações horizontais. Ele atribui essa mudança de paradigma principalmente aos avanços tecnológicos, destacando o papel crucial da internet na formação de uma sociedade em rede que começou na década de 1990. No passado, a estrutura vertical se caracterizava pela hierarquia, foco, rigidez e disciplina. Em contraste, o novo modelo horizontal valoriza a colaboração, diversidade, flexibilidade, aceitação de riscos e responsabilidade compartilhada.[carece de fontes?]
Essa visão psicanalítica deu origem ao programa homônimo, TerraDois, da TvCultura.
O programa recebeu o prêmio de melhor programa de televisão de 2017 pela Associação Paulista de Críticos de Arte (APCA).

## Parceria com o Centro do Genoma Humano (USP)
Em 2006, Jorge Forbes inicia junto à professora titular de genética humana da USP, Mayana Zatz, um projeto de pesquisa que une psicanálise e genética denominado "Desautorizando o sofrimento prêt-à-porter”.  Assim, é criada a 'Clínica de Psicanálise no Centro do Genoma Humano' presidida por ele e vinculada ao IPLA - Instituto da Psicanálise Lacaniana. Por meio deste projeto, é oferecido tratamento psicanalítico gratuito a pacientes afetados por doenças neuromusculares de origem genética, bem como de seus familiares. A direção adotada pela clínica segue a orientação para uma clínica do Real a partir de Forbes e visa incidir sobre a posição de resignação recorrente daqueles que recebem um diagnóstico, enquanto seus familiares tendem a adotar uma postura de compaixão. Entendendo que esta dinâmica pode levar a um estado de sofrimento prolongado, Jorge Forbes propõe uma intervenção psicanalítica que busca deslocar essas posições.
Desde a sua criação, a Clínica de Psicanálise no Centro do Genoma Humano já atendeu centenas de pessoas e gerou diversos trabalhos publicados e apresentados em congressos nacionais e internacionais. Um dos principais livros de Jorge Forbes, Você sofre para não sofrer? é fruto desse projeto e apresenta em detalhes os procedimentos adotados, a estrutura das entrevistas, do tratamento, bem como dados coletados na pesquisa ao longo dos anos.
Atualmente, a Clínica de Psicanálise no Centro do Genoma Humano segue em funcionamento, atendendo pacientes e familiares de forma integralmente gratuita.

## Obras
Livros
1999 - Da palavra ao gesto do analista. Rio de Janeiro: Jorge Zahar Editor.  
2003 - Você quer o que deseja? Santana de Parnaíba: Best Seller.  
2005 - A invenção do futuro: um debate sobre a pós-modernidade e a hipermodernidade. Santana de Parnaíba: Editora Manole. 
2012 - Inconsciente e responsabilidade: Psicanálise do século XXI. Santana de Parnaíba: Editora Manole. 
2017 - Você sofre para não sofrer? Desautorizando o sofrimento prêt-à-porter. Santana de Parnaíba: Editora Manole. 
2023 - Um "novo amor" e felicidade em TerraDois. Santana de Parnaíba: Editora Manole. 
2023 - Famílias em TerraDois. Santana de Parnaíba: Editora Manole. 
2023 - Medicina em TerraDois. Santana de Parnaíba: Editora Manole. 
2023 - Empresas em TerraDois. Santana de Parnaíba: Editora Manole. 
2023 - Pílulas de psicanálise: Aforismos e sentenças de Jorge Forbes. Santana de Parnaíba: Editora Manole. 